# Madeline (Celeste)
Madeline é uma personagem fictícia que serve como o personagem jogável e protagonista do videogame Celeste de Maddy Thorson. Ao longo do jogo, ela escala o Monte Celeste, enquanto lida com ansiedade e outros problemas pessoais. Se destacou como uma das poucas protagonistas transgênero na indústria de videogames: sendo revelada como uma mulher trans por Thorson em 2020, após o lançamento de Farewell, um pacote de expansão de conteúdo baixável para Celeste, que recebeu uma cobertura midiática significativa.

## Conceito e criação

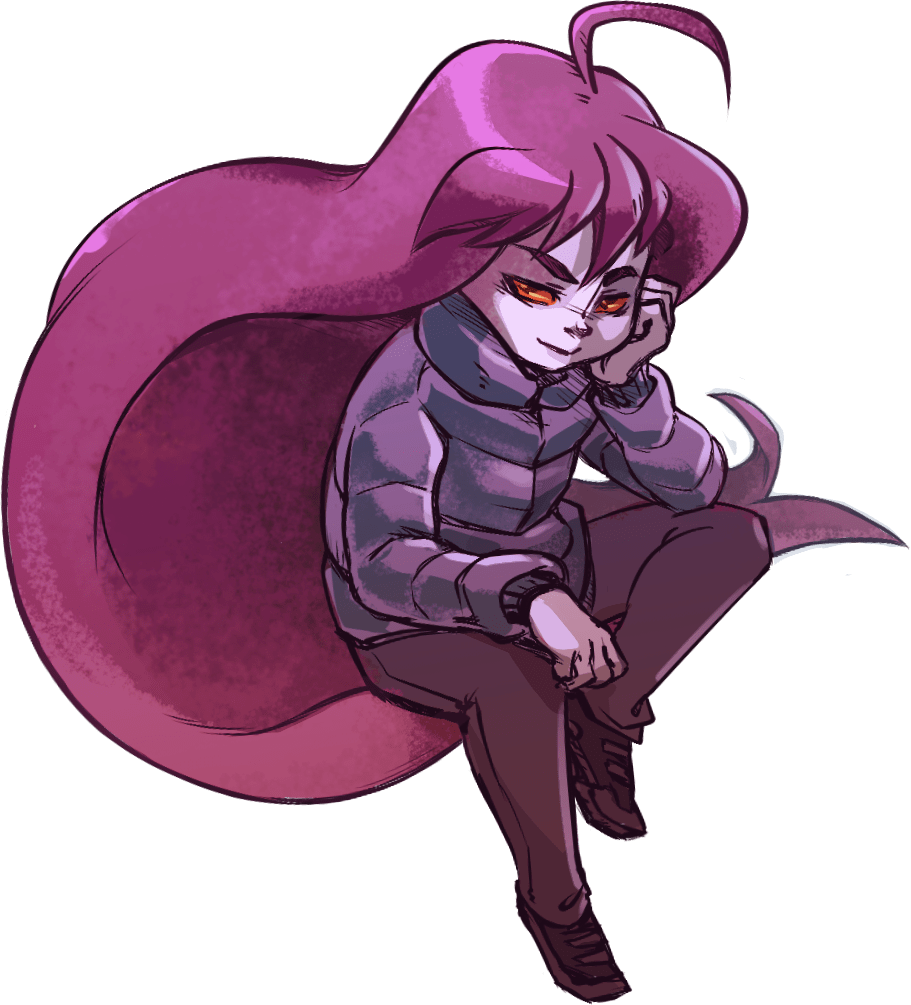
Arte oficial de Badeline, alter ego de Madeline que representa sua depressão e ansiedade

O conceito de Badeline, uma personificação da depressão e ansiedade de Madeline, chamada como "Parte de Mim" no jogo, bem como a premissa de autocuidado, foram baseados nas experiências pessoais da criadora Maddy Thorson. Ela exemplificou isso com as relações de Madeline com o personagem Sr. Oshiro, em que ela para de cuidar de si mesma para cuidar de outra pessoa. Thorson escreveu Madeline sabendo que ela cairia da montanha e eventualmente escalaria de volta, mas não sabia como isso aconteceria. Thorson passou a entender como contextualizar melhor a cena quando passou a gerenciar melhor sua própria ansiedade. Ela observa como a história mostra Madeline inicialmente tentando lutar contra Badeline, mas com o tempo, ela aprende a coexistir com essa parte dela. No entanto, a criadora também nota que isso faz parte de um processo e ela tinha pretensão de conscientizar os jogadores que Madeline ainda estava lutando com um conflito interno no final da história. Madeline acabou sendo anunciada como uma mulher trans, embora Thorson não a tenha concebida como transgênero. A discussão sobre a identidade de Madeline a ajudou tanto a descobrir sua identidade de gênero e ser pública com ela.
A música de Celeste foi criada por Lena Raine, que a compôs com a intenção principal de transmitir os sentimentos de Madeline, alegando ser "quase 1:1 com seu estado interno". Raine discutiu como a jornada de Madeline é de "autodescoberta e aceitação". Ela pretendia que isso ajudasse os jogadores a entrarem no estado de espírito de Madeline.

## Aparições
Madeline é a protagonista de Celeste, onde escala o Monte Celeste enquanto lida com problemas como ansiedade e depressão. Ela conhece vários personagens ao longo do caminho, incluindo uma idosa que se autodenomina Vovó, um explorador de Seattle chamado Theo, uma parte de si mesma, que não tem nome no jogo, mas foi nomeada pelos os fãs como Badeline, e um espírito chamado Sr. Oshiro, dono de um hotel decrépito. Enquanto ela sobe a montanha, ela se depara com vários obstáculos, incluindo Badeline, que tenta fazer ela desistir de escalar a montanha. Depois ajuda Theo no hotel do Sr. Oshiro e, mais tarde, Theo ajuda Madeline a lidar com um ataque de ansiedade enquanto anda em um bondinho que quebra, dizendo a ela para imaginar uma pena flutuando para cima e para baixo. Mais tarde, ela tenta esse método quando Badeline está tentando desencorajá-la novamente, fazendo com que Badeline jogar Madeline para a base da montanha. Madeline eventualmente se reconcilia com Badeline, e eles trabalham juntos para chegar ao cume. Depois disso, eles retornam à base, e Madeline faz uma torta usando os morangos opcionais que o jogador pode coletar durante o jogo para os outros personagens.
Quando TowerFall, um jogo anterior de Maddy Thorson, foi portado para o Nintendo Switch, Madeline e Badeline foram adicionadas como personagens jogáveis.
Em Celeste 64: Fragments of the Mountain, jogo de plataforma 3D gratuito lançado em 2024, Madeline retem sua posição como protagonista, com o jogo se passando após o original, com o mesmo elenco.

## Recepção
Madeline recebeu uma recepção geralmente positiva por sua aparição em Celeste, com a equipe doVenture Beat nomeando-a como a melhor nova personagem de 2018 e elogiando-a por sua ressonância com eles. Emily Heller do Polygon comentou que ela se identificou com Madeline e sua dificuldade contra doenças mentais. Heller incluiu ela na lista dos melhores personagens de videogame da década de 2010, nomeando como a "personagem mais identificável da década" para pessoas com ansiedade e depressão. Seu colega do Polygon, Jeff Ramos, concordou com ela, achando inspirador a maneira que Madeline usa seus desafios para se ajudar. Kyle LeClair do Hardcore Gamer elogiou o crescimento de Madeline em Celeste, descrevendo-a como "sarcástica, mas adorável". Tom Marks do IGN sentiu a a jogabilidade e a história de Celeste se combinam de uma maneira que o ajudou a conectar com a protagonista. Jenna do Autostraddle achou sua história identificável, observando que seu modo de falar quando está assustada ou triste "machuca [seu] coração". Ela também elogiou como ela cresceu ao longo da jornada. Matt Gerardi do The AV Club ficou grato por ver o jogo "discutir doenças mentais de uma forma mais respeitosa e franca".
Após o lançamento do Capítulo 9: Farewell, e antes da confirmação posterior, a posibilidade de Madeline ser transgênera foi objeto de discussão, devido ao conteúdo para download mostrar que o quarto de Madeline tem uma bandeira trans, uma foto de infância dela com cabelo muito curto e um frasco de remédio. Pessoas na comunidade LGBTQ ficaram entusiasmadas com essa possível mulher trans, devido à popularidade de Celeste e "um senso de marginalização na sociedade e na mídia de massa". Também foi objeto de controvérsia para algumas pessoas, politicamente e religiosamente, com o jogo e à personagem, recebendo mensagens de ódio. Ali Jones da PCGamesN citou a dismorfia corporal de Madeline, seu afastamento de membros da família e sua luta com uma "versão sombra de si mesma" como indicações dela poder ser transgênero. Kat Bailey da USGamer mencionou que o jogo pode estar sugerindo que Madeline seja transgênero, ao mesmo tempo em que observa que é apenas uma parte de sua identidade. Maddy Thorson, a desenvolvedora original do jogo, confirmou que Madeline é canonicamente transgênero. Thorson também se assumiu transgênero na mesma postagem, afirmando: "Durante o desenvolvimento de Celeste, eu não sabia que Madeline ou eu éramos trans. Durante o desenvolvimento do DLC Farewell, comecei a ter um palpite. Após o desenvolvimento, agora sei que nós duas somos."